# Copa Intercontinental 1962
La Copa Intercontinental de 1962 fue la 3ª edición del torneo. En esta copa se enfrentaron el Santos de Brasil y el Benfica de Portugal, ganadores de la Copa Libertadores 1962 y la Copa de Campeones de Europa 1961-62 respectivamente.
El ganador fue el Santos de Brasil ganando ambos partidos, dirigidos por el gran astro brasileño Pelé al anotar 5 goles en dos partidos, siendo el segundo equipo sudamericano en la historia en convertirse en Campeón del Mundo.

## Clubes clasificados
| UEFA (Europa)         |  | Benfica |  | Campeón de la Copa de Campeones de Europa (1961-62) |
| Conmebol (Sudamérica) |  | Santos  |  | Campeón de la Copa de Campeones de América (1962)   |

## Sedes
| Río de Janeiro                  | Lisboa                         |
| ------------------------------- | ------------------------------ |
| Estadio de Maracaná             | Estádio da Luz                 |
| Capacidad: 130 000 espectadores | Capacidad: 70 000 espectadores |
|                                 |                                |

## Resultados

### Partido de ida
| 19 de septiembre de 1962 | Santos                       | 3:2 (1:0) | Benfica                   | Estádio Maracaná, Río de Janeiro                          |                                                           |
|                          | Pelé 31', 85' · Coutinho 64' |           | Santana 58' · Eusébio 87' | Asistencia: 90.000 espectadores Árbitro(s): Rubén Cabrera | Asistencia: 90.000 espectadores Árbitro(s): Rubén Cabrera |

| 1          | POR        | Gylmar            |  |
| 2          | DEF        | Dalmo             |  |
| 5          | DEF        | Mauro Ramos       |  |
| 4          | DEF        | Calvet            |  |
| 3          | DEF        | Zito              |  |
| 6          | MED        | Dorval            |  |
| 8          | MED        | Mengálvio         |  |
| 7          | DEL        | Lima              |  |
| 9          | DEL        | Pepe              |  |
| 10         | DEL        | Pelé              |  |
| 11         | DEL        | Coutinho          |  |
|            |            |                   |  |
| Entrenador | Entrenador | Luís Alonso Pérez |  |

| 1          | POR        | Alberto da Costa Pereira |  |
| 2          | DEF        | Domiciano Cavém          |  |
| 5          | DEF        | Germano de Figueiredo    |  |
| 3          | DEF        | Angelo Martins           |  |
| 4          | MED        | José Neto                |  |
| 6          | MED        | Fernando Cruz            |  |
| 7          | DEL        | José Augusto             |  |
| 8          | DEL        | Joaquim Santana          |  |
| 9          | DEL        | Eusébio                  |  |
| 10         | DEL        | Mário Coluna             |  |
| 11         | DEL        | José Águas               |  |
| Entrenador | Entrenador | Fernando Riera           |  |

|  | 31' | Pelé     | 1-0 |
|  | 64' | Coutinho | 2-1 |
|  | 85' | Pelé     | 3-1 |

|  | 58' | Santana | 1-1 |
|  | 87' | Santana | 3-2 |

| Árbitro | Rubén Cabrera |

| 1          | POR        | Gylmar            |  |
| 2          | DEF        | Dalmo             |  |
| 5          | DEF        | Mauro Ramos       |  |
| 4          | DEF        | Calvet            |  |
| 3          | DEF        | Zito              |  |
| 6          | MED        | Dorval            |  |
| 8          | MED        | Mengálvio         |  |
| 7          | DEL        | Lima              |  |
| 9          | DEL        | Pepe              |  |
| 10         | DEL        | Pelé              |  |
| 11         | DEL        | Coutinho          |  |
|            |            |                   |  |
| Entrenador | Entrenador | Luís Alonso Pérez |  |

| 1          | POR        | Alberto da Costa Pereira |  |
| 2          | DEF        | Domiciano Cavém          |  |
| 5          | DEF        | Germano de Figueiredo    |  |
| 3          | DEF        | Angelo Martins           |  |
| 4          | MED        | José Neto                |  |
| 6          | MED        | Fernando Cruz            |  |
| 7          | DEL        | José Augusto             |  |
| 8          | DEL        | Joaquim Santana          |  |
| 9          | DEL        | Eusébio                  |  |
| 10         | DEL        | Mário Coluna             |  |
| 11         | DEL        | José Águas               |  |
| Entrenador | Entrenador | Fernando Riera           |  |

|  | 31' | Pelé     | 1-0 |
|  | 64' | Coutinho | 2-1 |
|  | 85' | Pelé     | 3-1 |

|  | 58' | Santana | 1-1 |
|  | 87' | Santana | 3-2 |

| Árbitro | Rubén Cabrera |

### Partido de vuelta
| 11 de octubre de 1962 | Benfica                   | 2:5 (0:2) | Santos                                              | Estádio da Luz, Lisboa                                                |                                                                       |
|                       | Eusébio 85' · Santana 89' |           | Pepe 13' · Pelé 35', 80', 90' (pen.) · Coutinho 48' | Asistencia: 73.000 espectadores Árbitro(s): Pierre Schwinte (Francia) | Asistencia: 73.000 espectadores Árbitro(s): Pierre Schwinte (Francia) |

| 1          | POR        | Alberto da Costa Pereira |  |
| 2          | DEF        | Domiciano Cavém          |  |
| 5          | DEF        | Germano de Figueiredo    |  |
| 3          | DEF        | Angelo Martins           |  |
| 4          | MED        | José Neto                |  |
| 6          | MED        | Fernando Cruz            |  |
| 7          | DEL        | José Augusto             |  |
| 8          | DEL        | Joaquim Santana          |  |
| 9          | DEL        | Eusébio                  |  |
| 10         | DEL        | Mário Coluna             |  |
| 11         | DEL        | José Águas               |  |
| Entrenador | Entrenador | Fernando Riera           |  |

| 1          | POR        | Gylmar            |  |
| 2          | DEF        | Dalmo             |  |
| 5          | DEF        | Mauro Ramos       |  |
| 4          | DEF        | Calvet            |  |
| 3          | DEF        | Zito              |  |
| 6          | MED        | Dorval            |  |
| 8          | MED        | Mengálvio         |  |
| 7          | DEL        | Lima              |  |
| 9          | DEL        | Pepe              |  |
| 10         | DEL        | Pelé              |  |
| 11         | DEL        | Coutinho          |  |
|            |            |                   |  |
| Entrenador | Entrenador | Luís Alonso Pérez |  |

|  | 85' | Eusébio | 1-4 |
|  | 89' | Santana | 2-4 |

|       | 13' | Pepe     | 0-1 |
|       | 35' | Pelé     | 0-2 |
|       | 48' | Coutinho | 0-3 |
|       | 80' | Pelé     | 0-4 |
| Penal | 90' | Pelé     | 2-5 |

| Árbitro | Pierre Schwinte |

| 1          | POR        | Alberto da Costa Pereira |  |
| 2          | DEF        | Domiciano Cavém          |  |
| 5          | DEF        | Germano de Figueiredo    |  |
| 3          | DEF        | Angelo Martins           |  |
| 4          | MED        | José Neto                |  |
| 6          | MED        | Fernando Cruz            |  |
| 7          | DEL        | José Augusto             |  |
| 8          | DEL        | Joaquim Santana          |  |
| 9          | DEL        | Eusébio                  |  |
| 10         | DEL        | Mário Coluna             |  |
| 11         | DEL        | José Águas               |  |
| Entrenador | Entrenador | Fernando Riera           |  |

| 1          | POR        | Gylmar            |  |
| 2          | DEF        | Dalmo             |  |
| 5          | DEF        | Mauro Ramos       |  |
| 4          | DEF        | Calvet            |  |
| 3          | DEF        | Zito              |  |
| 6          | MED        | Dorval            |  |
| 8          | MED        | Mengálvio         |  |
| 7          | DEL        | Lima              |  |
| 9          | DEL        | Pepe              |  |
| 10         | DEL        | Pelé              |  |
| 11         | DEL        | Coutinho          |  |
|            |            |                   |  |
| Entrenador | Entrenador | Luís Alonso Pérez |  |

|  | 85' | Eusébio | 1-4 |
|  | 89' | Santana | 2-4 |

|       | 13' | Pepe     | 0-1 |
|       | 35' | Pelé     | 0-2 |
|       | 48' | Coutinho | 0-3 |
|       | 80' | Pelé     | 0-4 |
| Penal | 90' | Pelé     | 2-5 |

| Árbitro | Pierre Schwinte |

|                      |
| Bandera de Brasil    |
| Campeón Santos F. C. |
| 1.er título          |